# كفر السنابسة
كفر السنابسة إحدى قرى مركز منوف التابع لمحافظة المنوفية بجمهورية مصر العربية.

## السكان
بلغ عدد سكان كفر السنابسة وعزبته 11,852 نسمة، منهم 6197 رجل و5655 إمرأة، حسب الإحصاء الرسمي لعام 2006.